# Gużang
Gużang (ang. Guzhangian):
- w sensie geochronologicznym: trzeci i ostatni wiek trzeciej epoki kambru, trwający około 3,5 miliona lat (od ~500,5 mln do ~497 mln lat temu). Gużang jest młodszy od drumu, a starszy od paibu.
- w sensie chronostratygraficznym: trzecie piętro trzeciego oddziału w systemie kambryjskim, wyższe od drumu, a niższe od paibu.

Stratotyp dolnej granicy gużangu znajduje się w formacji Huaqiao nad rzeką Youshui, w powiecie Guzhang w prowincji Hunan w Chinach; od nazwy powiatu wywodzi się nazwa piętra (wieku). Granica ta odpowiada pierwszemu pojawieniu się w zapisie kopalnym trylobita Lejopyge laevigata; trylobit ten występował na całym świecie, znany jest m.in. z północnej Polski.